# Gastón Turus
Gastón Alejandro Turus (Colonia Caroya, 27 maggio 1980) è un ex calciatore argentino, di ruolo difensore.

## Caratteristiche tecniche
È un terzino destro che può ricoprire tutti i ruoli in difesa.